# Dyer
Dyer település az Amerikai Egyesült Államok Indiana államában, Lake megyében. Lakosainak száma 16 517 fő (2020. április 1.).

## Népesség
A település népességének változása:

| 2010 | 16 390 |
| 2020 | 16 517 |